# Championnat de France de baseball Élite 2005
Navigation
2004 2006
Le championnat de France de baseball Élite 2005 regroupe les huit meilleures équipes françaises. Rouen est champion de France.

## Modalités
Lors de la saison régulière, les neuf équipes ont disputé une première phase de 16 rencontres du 27 mars au 29 mai 2005, puis une deuxième phase, sans l'INSEP, de 14 rencontres entre le 5 juin et le 18 septembre 2005. Les demi-finales (1er contre 4e et 2e contre 3e) ont lieu les 24, 25 septembre, 1 et 2 octobre. La finale s'est jouée en quatre rencontres du 8 au 15 octobre.
Des matchs de classement auront également lieu pour déterminer les places 5 à 8.

## Clubs
- Barracudas de Montpellier
- Lions de Savigny-sur-Orge
- Tigers de Toulouse
- Huskies de Rouen
- Paris Université Club
- Woodchucks de Bois-Guillaume
- Templiers de Sénart
- Hawks de La Guerche de Bretagne
- INSEP (Équipe Fédérale)

## Classement après la saison régulière
Le résultat des matchs Montpellier-La Guerche du 27 mars n'ont pas été pris en compte (double-forfait). A égalité après la fin de la saison régulière, Montpellier et Sénart se sont départagés sur une série au meilleur des 3 matchs les 24 et 25 septembre qui a vu la victoire des Templiers par deux victoires à une : 5-9, 14-4 et 12-7.
Le classement final de la saison régulière s'établit comme suit:
| Rang | Equipe                       | Joué | Gagné | Perdu |
| 1    | Huskies de Rouen             | 30   | 25    | 5     |
| 2    | Tigers de Toulouse           | 30   | 24    | 6     |
| 3    | Lions de Savigny             | 30   | 18    | 12    |
| 4    | Templiers de Sénart          | 30   | 15    | 15    |
| 5    | Barracudas de Montpellier    | 28   | 14    | 14    |
| 6    | Hawks de La Guerche          | 28   | 12    | 16    |
| 7    | Paris UC                     | 30   | 12    | 18    |
| 8    | Woodchucks de Bois-Guillaume | 30   | 2     | 28    |
| -    | INSEP                        | 16   | 4     | 12    |

## Matchs de classement
- 5e contre 8e : Montpellier-Bois-Guillaume : 9-0 et 20-4
- 6e contre 7e : La Guerche-PUC : 9-10, 9-6 et 11-5
- Match pour la 7e place : PUC-Bois-Guillaume : 3-2, 3-7 et 7-11

## Demi-finales
- Toulouse-Savigny-sur-Orge :4-5 et 1-2
- Rouen-Sénart : 8-5 et 3-0

## Petite finale
Toulouse-Sénart : 0-1, 13-2 et 3-5

## Finale
Savigny-sur-Orge - Rouen : 17-7, 5-11, 2-13, 2-7.
Rouen est champion de France 2005.
Le classement à l'issue des phases finales s'établit comme suit:
| Rang | Equipe                       |
| 1    | Huskies de Rouen             |
| 2    | Lions de Savigny             |
| 3    | Templiers de Sénart          |
| 4    | Tigers de Toulouse           |
| 5    | Barracudas de Montpellier    |
| 5    | Hawks de La Guerche          |
| 7    | Woodchucks de Bois-Guillaume |
| 8    | Paris UC                     |

## Promotion/relégation
Saint-Lô monte en division Élite.